# 3 Armia Lotnicza WP (1955–1980)
3 Armia Lotnicza (3 AL) – związek operacyjny Wojsk Lotniczych Sił Zbrojnych PRL.
Armia nie występowała w pokojowej strukturze organizacyjnej Sił Zbrojnych. Była formowana z chwilą ogłoszenia mobilizacji. W skład armii wchodziły istniejące w czasie pokojowym związki taktyczne i oddziały podporządkowane powstałemu w lipcu 1957. Dowództwu Lotnictwa Operacyjnego, a po jego likwidacji w sierpniu 1967 - Dowództwu Wojsk Lotniczych.
3 AL powstała na mocy uzgodnień pomiędzy rządami ZSRR i PRL ze stycznia 1955, a jej organizacja ujęta została w Planie mobilizacyjnym PM-58 z 1958. Zmiany organizacyjne armii zachodzące w następnych czterech dekadach były uwzględniane w kolejnych planach mobilizacyjnych.
3 AL wchodziła w skład Frontu Polskiego i miała wykonywać zadania na korzyść jego wojsk. Od 1985 w miejsce 3 AL wprowadzono tzw. Lotnictwo Frontu, którego skład bojowy był zbliżony do składu armii.

## Skład i uzbrojenie (1980)
- Dowództwo 3 Armii Lotniczej
- 2 Dywizja Lotnictwa Szturmowego
- 3 Dywizja Lotnictwa Szturmowego
- 4 Dywizja Lotnictwa Myśliwskiego
- 7 Pułk Lotnictwa Bombowo-Rozpoznawczego
- 3 Pułk Lotnictwa Myśliwsko-Bombowego
- 49 Pułk Śmigłowców Bojowych
- 56 Pułk Śmigłowców Bojowych
- 37 Pułk Śmigłowców Transportowych
- 13 Pułk Lotnictwa Transportowego
- 44 Pułk Lotnictwa Łącznikowo-Sanitarnego
- 6 Pułk Łączności
- 8 Pułk Zabezpieczenia

Stany etatowe armii według kolejnych planów mobilizacyjnych (PM) i protokołów uzgodnień miały tendencję wzrostową:
- PM-58 z 1958 - 38.437 żołnierzy
- PM-63 z 1963 - 37.528 żołnierzy
- z 1970(protokół uzgodnień) - 42.950 żołnierzy
- PM-72 z 1975 - 46.310 żołnierzy
- w 1980 (protokół uzgodnień) - 47.640 żołnierzy

Uzbrojenie: 384 samoloty bojowe, w tym: 108 MiG-21, 150 MiG-17FM, 36 MiG-15A, 30 SU-7, 36 MiG-21R i 24 SU-20R.

## Dowódcy armii
Dowódcami armii byli kolejni dowódcy Lotnictwa Operacyjnego i Wojsk Lotniczych:
- gen. dyw. pil. Jan Raczkowski (VII 1957 - XI 1963)
- gen. bryg. pil. Franciszek Kamiński (XI 1963 - VIII 1967)
- gen. dyw. pil. Jan Raczkowski (VIII 1967 - III 1972)
- gen. dyw. pil. Henryk Michałowski (III 1972 - VIII 1976)
- gen. dyw. pil. Tadeusz Krepski (VIII 1976 - V 1983)
- gen. dyw. pil. Tytus Krawczyc (V 1983 - IX 1989)